# El Pueyo de Araguás
El Pueyo de Araguás è un comune spagnolo di 154 abitanti situato nella comunità autonoma dell'Aragona.
Fa parte della comarca del Sobrarbe.